# Secret of the Runes
Secret of the Runes (англ. «Таємниця Рун») — десятий студійний альбом симфо-метал гурту Therion, випущений 8 жовтня 2001 року. Лірика пісень, автором якої є Томас Карлссон, заснована на скандинавській міфології. Пісні написані трьома мовами — англійською, німецькою та шведською. Кожна пісня — розповідь про один з дев'яти світів в скандинавській міфології. Обкладинка альбому являє собою зображення Рун, кожна з яких символізує окремий світ.

## Список композицій
Усі пісні написані Крістофером Йонссоном. Діджіпак містить два бонус-треки — кавери на пісні Scorpions та ABBA.
| #   | Назва                                           | Тривалість |
| --- | ----------------------------------------------- | ---------- |
| 1.  | «Ginnungagap»                                   | 6:10       |
| 2.  | «Midgård»                                       | 5:03       |
| 3.  | «Asgård»                                        | 4:07       |
| 4.  | «Jotunheim»                                     | 3:43       |
| 5.  | «Schwarzalbenheim»                              | 5:17       |
| 6.  | «Ljusalfheim»                                   | 3:54       |
| 7.  | «Muspelheim»                                    | 2:13       |
| 8.  | «Nifelheim»                                     | 4:33       |
| 9.  | «Vanaheim»                                      | 4:02       |
| 10. | «Helheim»                                       | 3:18       |
| 11. | «Secret of the Runes»                           | 4:30       |
| 12. | «Crying Days» (кавер-версія на пісню Scorpions) | 4:32       |
| 13. | «Summernight City» (кавер-версія на пісню ABBA) | 4:55       |

## Сакрал
·   ·   ·     
1. «Гіннунгагап (Вступ)»
2. «Мідгард»
3. «Асгард»
4. «Йотунгейм»
5. «Альвхейм»
6. «Муспельхейм»
7. «Ніфльхейм»
8. «Ванахейм»
9. «Гельгейм»
10. «Helheim»
11. «Таємниця рун (Епілог)»

## Учасники запису
- Крістофер Йонссон — гітара
- Крістіан Нієманн — гітара
- Йохан Нієманн — бас-гітара
- Самі Карппінєн — ударні

### Вокал
- Пйотр Ваврженюк (Summernight City, Crying Days)
- Маріка Шонберг — сопрано
- Еріка Андерсон — альт
- Карл Рамквіст — тенор, баритон
- Йоакім Бєрг — бас, баритон
- Крістіна Ханссон — колоратурне сопрано
- Анна-Марія Кравє — сопрано
- Анна Артурссон — альт
- Хенрік Хольмберг — тенор
- Патрік Форсман — тенор